# Audrina Patridge

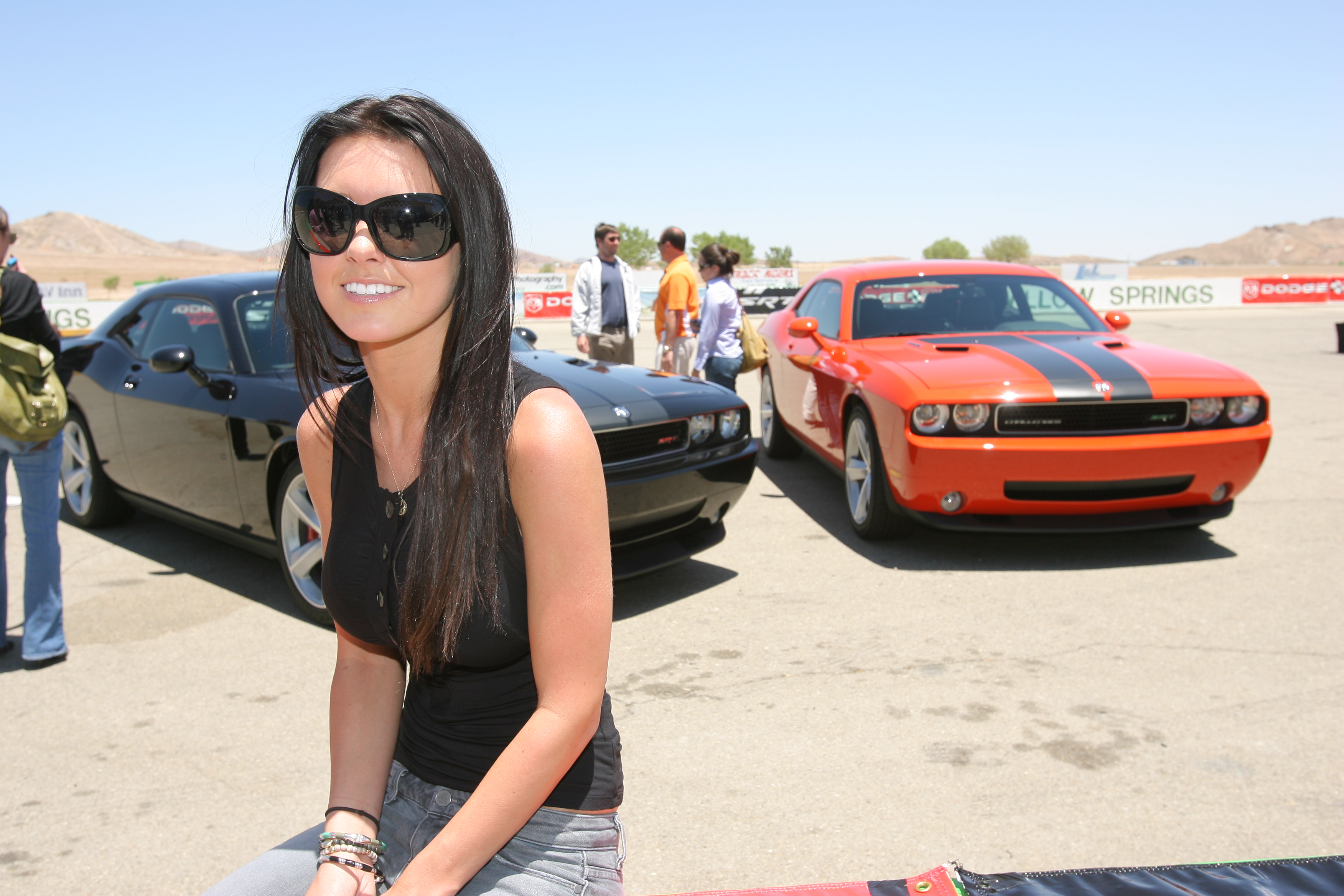
Audrina Patridge, juni 2008

Audrina Patridge, född 9 maj 1985 i Los Angeles, växt upp i Orange County, är mest känd för MTV:s realityserie The Hills med Lauren Conrad, Whitney Port och Heidi Montag. Patridge har även haft en egen serien på VH1, Audrina som hade premiär under 2011. Hon har även medverkat i Sorority Row och Into The Blue 2.

## Karriär

### Reality-tv
Efter att ha flyttat till Los Angeles började hon att jobba på Quijote Studios som receptionist. År 2006 flyttade Laguna Beach-stjärnorna Lauren Conrad och Heidi Montag till Los Angeles och följdes av sin serie, The Hills. Audrina blev vän med tjejerna och kom på sätt med i rollistan i serien. Mellan säsong 3 och 5 av The Hills arbetade Audrina Patridge för Epic Records. I en intervju i radioserien On Air med Ryan Seacrest den 28 maj 2009, bekräftade hon att hon kommer lämna The Hills för att spela huvudrollen i sin egen verklighetsbaserade serie "The Audrina Show". Hennes sista avsnittet av serien sändes den 1 december 2009. The Audrina Show produceras av Mark Burnett.
Den 31 augusti bekräftades det att Patridge skulle vara deltagare i den elfte säsongen av den amerikanska versionen av "Let's Dance" med dansrivaler som Brandy, Bristol Palin och Margaret Cho.
Den 17 april 2011 var det premiär för Audrinas egen realityshow "Audrina" på VH1. Showen handlade om hennes vardag, Hollywoodlivet och hennes familj.

### Skådespelare
Patridge inledde sin karriär i som skådespelare i Hollywood i och med dokusåpan The Hills och sedan en liten roll i Into the Blue 2: The Reef. Filmen släpptes direkt på DVD den 21 april 2009. Patridge har även medverkat i TV-serien Mad TV och Do Not Disturb.
I augusti 2008 fick hon rollen som Megan i Sorority Row; produktionen bedrevs från oktober 2008 till början av 2009, filmen släpptes den 11 september 2009.
Patridge har medverkat i sju reklaminslag för Carl's Jr 2009. Hon hade även en liten mindre roll/cameo i komedin Young Americans 2010. Dessutom var hon i förhandlingar för att spela rollen som grundar sig på hennes vän Lauren Conrad i filmen LA Candy baserad på boken av Conrad. Om hon skriver på för rollen kommer detta vara hennes första huvudroll. Patridge ryktas även spela rollen som Kayla Miller i flera avsnitt av The CWs Melrose Place.

## Privatliv
Patridge växte upp i Yorba Linda, Kalifornien. I augusti 2008 köpte hon ett hus i Los Angeles i Hollywood Dell-kvarteren.
I mars 2008 publicerades nakenbilder på Patridge. "De togs när jag precis hade gått ut gymnasiet och börjat modella", har Patridge förklarat. : "Jag var naiv, litade på människor och oerfaren."

## Filmografi

### Television
- 2006-2010 - The Hills - Sig själv - Reality TV, 6 Säsonger
- 2007-2008 - Mad TV - Sig själv - Scetch Show, 3 avsnitt
- 2008 - Do Not Disturb - Sig själv - Sitcom, 1 avsnitt Cameo
- 2011-nu - Audrina - Sig själv - Reality TV

### Film
- 2009 - Sorority Row - Megan - Film
- 2009 - Into the Blue 2 - Kelsey - Film